# 基爾肯尼 (新罕布什爾州)
基爾肯尼（英語：Kilkenny）是位於美國新罕布什爾州庫斯縣的一個行政鎮區。

## 地方資料
基爾肯尼的面積為66.56平方千米，當中陸地面積為66.51平方千米，而水域面積為0.05平方千米。根據2020年美國人口普查的數據，當地共有人口0人，而人口密度為每平方千米0人。